# Xabiero Cayarga
Xabiero Cayarga (Cangas de Onís, 1967) é um escritor espanhol de língua asturiana, licenciado em filologia inglesa. É professor de espanhol em Dortmund, na Alemanha.

## Biografia
Em 1994 escreveu o romance El boleru de Xabel (Prémio de Narrações da Academia da Língua Asturiana). É autor dos livros de contos: Les gatileres del cielu (1994), Güelgues sobre'l llagu (1996) e A flor de piel (2000). Os seus contos foram publicados nas revistas: Lletres Asturianes, Santa Casa, Lliteratura e Sietestrellu, e a sua narrativa foi representada nas obras Antoloxía del cuentu asturianu contemporaniu de Ánxel Álvarez Llano (1994), e Muestra de nuevos narradores (1997), de Ramón Lluís Bande.
Em 2000 foi publicada a sua primeira poesia, El deliriu d'esclavu, um amplo registo de composições estabelecidas nos sentimentos e na paixão amorosa. No mesmo ano, foi galardoado com o X Prémio Teodoro Cuesta de Poesia, pela obra Pequeña Europa, um conjunto de poemas de tradição variada em que destaca a grande riqueza expressiva. O autor escreve poesias dos factos quotidianos: memórias, leitura e viagem. 
Em 2005 venceu o Prémio “Xuan María Acebal” de Poesia, com o poemário Les llingües de la Hidra, e em 2006 publicou o seu segundo romance, Trastes de bufarda.
Em 2011 publicou uma narrativa, na editora Trabe, intitulada El sol negru de Wewelsburg, ambientada na Alemanha, tendo vencido o Prémio Crítico das Lletres Asturianes em 2012. Em 2011 publicou também La ñeve del cuquiellu, cuja tertúlia literária Malory, concedeu o Prémio de Melhor Livro Asturiano do Ano, e venceu também os Prémios Críticos das Lletres Asturianes na categoria de poesia.
Em 2017, a editora Saltadera publicou num volume (El cuentu atrás) uma revisão do trabalho narrativo de Xabiero dos últimos vinte e cinco anos. Em 2018, esta obra venceu o Prémio da Crítica.
Xabiero colaborou na revista Campo de los Patos, e no seminário Les Noticies, na secção A deslláu.